# Cy (graphiste)
Pour les articles homonymes, voir CY.
Cyrielle Evrard, dite Cy, est une graphiste, illustratrice et auteure de bande dessinée française, née le 20 avril 1990.

## Biographie

### Jeunesse et formations
Cy est née en 1990. Elle étudie à l'école de Condé, à Paris, où elle complète un cycle supérieur d'illustration après un BTS Communication visuelle.

### Carrière
En 2013, Cy entame une collaboration de deux ans avec le site Madmoizelle.com,. Elle y dessine son quotidien et l'actualité, abordant par exemple les thèmes du harcèlement de rue ou de la COP21.
À partir de 2014, elle tient la rubrique Les dessins de Cy(prine), dans laquelle elle cherche à montrer la pluralité des sexualités et aborde les notions de consentement, de respect et de plaisir. Pour raconter ses histoires elle se base sur les témoignages de ses lectrices et lecteurs. Devant le bon accueil réservé à ses strips, elle cherche à se faire publier et signe avec la maison d'édition Lapin Éditions. L'album est censuré par Amazon Kindle, qui considèrent que l'ouvrage « contient des éléments pornographiques ». En novembre 2016, elle publie sa première bande dessinée Le Vrai Sexe de la vraie vie. Un deuxième tome suit en février 2018.
À partir de 2015, elle publie des vidéos sur sa chaîne YouTube : elle y montre des speed drawings et y partage des conseils sur le métier de graphiste,.
En janvier 2018, elle sort un nouveau format sur sa chaîne YouTube, intitulé Pub-à-clic, dans lequel elle analyse des publicités.
En 2020, chez Glénat dans la collection Karma, elle livre Radium Girls, qui s'inspire de l'histoire des Radium Girls, ouvrières américaines employées dans l'industrie horlogère des années 1920 et empoisonnées à leur insu par la peinture au radium, ce qui les incite à poursuivre en justice leur employeur.
En 2022, elle publie avec Marc Dubuisson au scénario le premier tome de la série Ana et l'Entremonde. Quatre tomes sont prévus.

## Publications
- Le Vrai Sexe de la vraie vie, tome 1, Lapin Éditions, 24 novembre 2016,  (ISBN 978-2-91865-383-7)
- Le Vrai Sexe de la vraie vie, tome 2, Lapin Éditions, 8 février 2018,  (ISBN 978-2-37754-001-3)
- Léa Bordier (scénario), Cher corps[11], Éditions Delcourt, 2019 (ISBN 978-2-413-01359-4)
- Radium Girls, Glénat, août 2020,  (ISBN 978-2-34403-344-9)
- Cy (dessin) et Marc Dubuisson (scénario), Ana et l'Entremonde - Par l'Ouest, vers les Indes Tome 1, Glénat, 21 septembre 2022, 104 p. (ISBN 978-2-344-04797-2)
- Cy (dessin) et Marc Dubuisson (scénario), Ana et l'Entremonde - Les Naufragés Tome 2, Glénat, 20 septembre 2023, 104 p. (ISBN 978-2-344-05175-7)
- Cy (dessin) et Marc Dubuisson (scénario), Ana et l'Entremonde - La Main Tome 3, Glénat, 2 janvier 2025, 104 p. (ISBN 978-2-344-05979-1)

## Récompenses et distinctions
- Prix BD Lecteurs.com 2021 pour Radium Girls[12].
- Prix littéraire des lycéens 2022 : lauréat du Val-de-Marne, pour Radium Girls [13],[14].